# Afrospathius dispar
Afrospathius dispar är en stekelart som beskrevs av Sergey A. Belokobylskij och Donald L.J. Quicke 2000. Afrospathius dispar ingår i släktet Afrospathius och familjen bracksteklar. Inga underarter finns listade i Catalogue of Life.